# WestLB

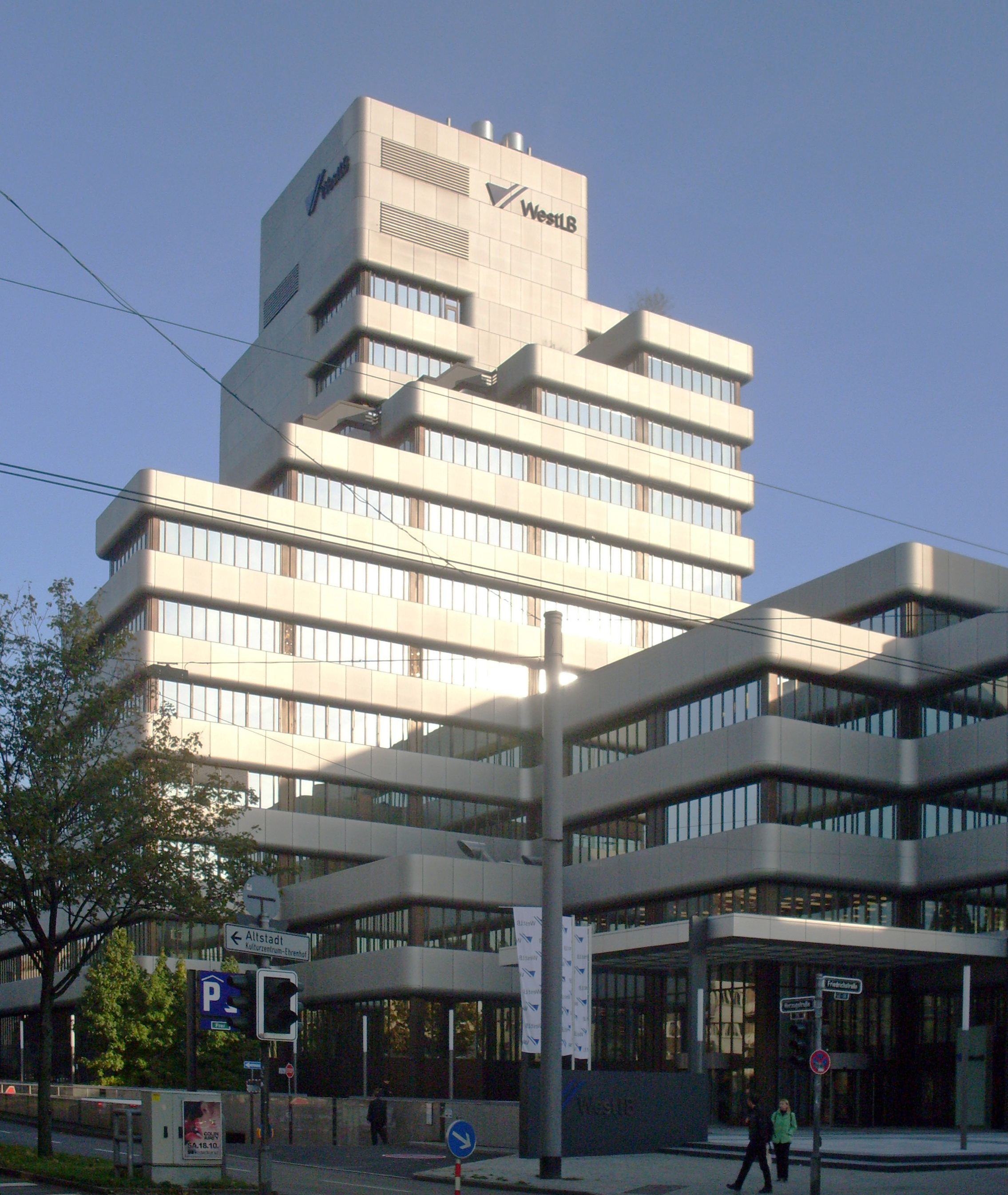
Sede da Westdeutsche Landesbank (WestLB) em Düsseldorf, Alemanha

WestLB AG é um banco baseado em Düsseldorf, na Alemanha, sendo em parte propriedade estatal da região alemã de Nordrhein-Westfalen. Fundado em 1969. Sua operações envolvem toda a Europa, com significativas ramificações para Reino Unido e Luxemburgo.